# ラオディケ (ミトリダテス3世の妻)
ラオディケ（ギリシャ語: Λαοδίκη, ラテン文字転写: Laodice、fl. 紀元前3世紀後期 – 紀元前2世紀初期）は、 セレウコス朝の王女で、ポントス王ミトリダテス3世の妻。